# بني زيد (قبيلة تونسية)

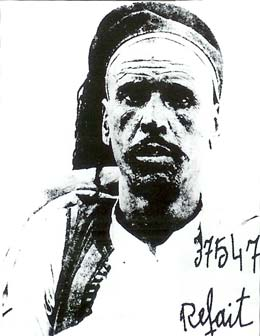
صورة لمحمد الدغبجي (1885-1924) أثناء اعتقاله، تونس

بني زيد (القبيله التونسيه ليست النجديه )هم سكان تونسيون من قبائل بنو هلال وبنو سليم. استقروا في القرن الثالث عشر في سهل العرض الواقع بين قابس وشط الفجاج وجبال مطماطة.

## أصول
وفقًا لبيير روبرت بادويل، هم أحفاد قبيلة السليمية "بنو دباب"، الذين وصلوا إلى المنطقة خلال الغزو الهلالي في القرن الحادي عشر. استقروا في البداية بأراضي منزل الحبيب، جزء من سهل الجفارة، ثم بالحامة التي أصبحت فيما بعد مدينتهم الرئيسية.

## تركيبة
- شايب
- سمايحة
- حوازم
- تراجمة
- شعُل
- خرجة
- الصبايعة
- شلالخة
- زمازمة
- جماين
- أولاد خليفة
- أولاد ضو
- حرشان
- أولاد بن خود

## اللهجة
اللهجة التي تتحدث بها هذه القبائل هي اللغة العربية.